# Allothymoites
Allothymoites là một chi nhện trong họ Theridiidae.